# Heinrich Sylvester Theodor Tiling
Heinrich Sylvester Theodor Tiling (* 31. Dezember 1818 in Wilkenhof, Gouvernement Livland, Russisches Kaiserreich; † 6. Dezember 1871 in Nevada City, USA) war ein deutsch-baltischer Arzt und Naturforscher. Später nahm er die US-amerikanische Staatsbürgerschaft an.

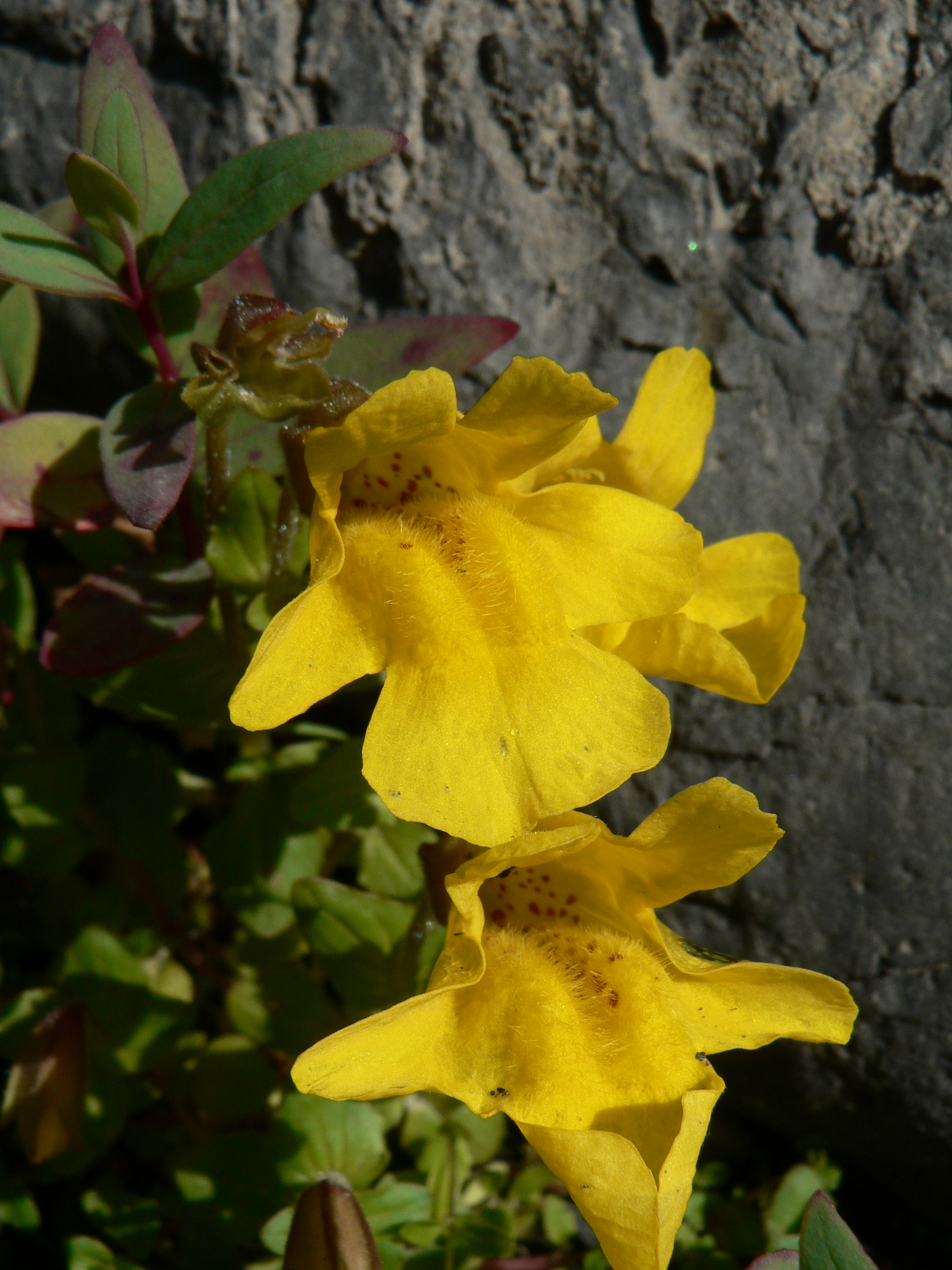
Gauklerblume (Mimulus tilingii)

## Leben und Wirken
Seine Eltern waren Johann Heinrich Tiling und Margarete, geborene Pearson of Balmadis. Heinrich Sylvester Theodor Tiling ging in Riga zur Schule und studierte von 1838 bis 1844 Medizin an der Kaiserlichen Universität Dorpat, wo er 1844 promoviert wurde. Tiling war Arzt der Russian North American Co. in Ajan, Sibirien von 1845 bis 1851. Von 1853 bis 1854 war er Arzt in Riga, von 1854 bis 1863 Arzt in Wenden und von 1863 bis 1868 in Sitka in Alaska. Danach praktizierte er als Arzt in San Francisco und Nevada City (USA). Er sammelte und beschrieb zahlreiche Pflanzenarten in Sibirien, Alaska und Kalifornien von 1840 bis 1871 wie etwa die in Nordamerika heimische Gauklerblume (Mimulus tilingii).
Unmittelbar nach seiner Promotion bekam er das Angebot, als Arzt für die Russisch-Amerikanische Kompagnie in den neuen Haupthafen der Gesellschaft am Ochotskischen Meer, Ajan, zu gehen. Er heiratete direkt nach der Promotion Anna Elisabeth Fehrmann. Diese begleitete ihn auf der Landreise nach Sibirien. Tiling lernte erst während seiner Reise zu seinem neuen Arbeitsort die russische Sprache. Die Reise dauerte offenbar länger als erwartet und der Winter brach herein. Mit Mühe erreichten die Reisenden Ajan am 4. Dezember 1844 und Tiling begann seine Tätigkeit. Ajan hatte zur damaligen Zeit etwa 100 Einwohner und die ärztliche Tätigkeit beanspruchte nur etwa eine Stunde pro Tag. Damit konnte sich Tiling seiner beobachtenden wissenschaftlichen Tätigkeit hingeben. Ein Beispiel dafür sind die Temperaturtabellen für Ajan, die von 1847 an entstanden. Er maß täglich dreimal die Temperatur (um 7, 14 und 21 Uhr), errechnete Monatsmittelwerte und monatliche Höchst- und Tiefsttemperaturen. Darüber hinaus wurde die Wolkenbedeckung, der Barometerstand und die Windrichtung dokumentiert. Tiling sammelte intensiv Pflanzen nur im unmittelbaren Umkreis Ajans.
Nach seiner Rückkehr nach Europa praktizierte Tiling zunächst in Riga. Im Jahre 1854 wurde er Arzt an der Wendenschen Bezirksverwaltung, eine Stellung, die er bis zu seiner Abreise nach Russisch-Amerika beibehielt.
Von 1863 bis 1868 war Tiling angestellter Arzt der Russisch-Amerikanischen Kompagnie in Sitka, Alaska. Tiling heiratete in zweiter Ehe Anna Catharina Dolch, die mit ihm nach Alaska gekommen war. Die Ehe wurde in der lutherischen Kirche von Sitka geschlossen.
Zu einem späteren Zeitpunkt ging Tiling nach Nevada City, Kalifornien, wo er ebenfalls als Arzt praktizierte. Sowohl in Sitka als auch in Nevada City sammelte und bestimmte er weiterhin Pflanzen und hielt Kontakt mit seinen Bekannten in St. Petersburg, die die Neuigkeiten über die von ihm bestimmten Pflanzen in Europa publizierten.

## Würdigung
Offenbar war die Sammlung und Kategorisierung von Pflanzen ihm ein Herzensanliegen. Diese Leidenschaft begleitete ihn sein ganzes Leben.  Er schickte von seinen verschiedenen Aufenthaltsorten Pflanzen, Samen und Beschreibungen zurück nach Europa. Lange und Gumprecht, die Rezensenten von „Eine Reise um die Welt ....“, loben ihn für die Popularisierung der schön blühenden und in Ajan endemischen „Weigela Middendorfiana“, einer Gartenstaude. Darüberhinausgehend schrieb Regel: „Herr Dr. Tiling ist es überhaupt, dem die Cultur die Einführung vieler ausgezeichneter Pflanzen Sibiriens dankt.“ Langes und Gumprechts Rezension gehen im Übrigen weit über eine kurze Buchbesprechung hinaus und beinhalten Informationen über Tilings Reise, die im von ihnen besprochenen Original nicht enthalten sind. Auch der Umfang von 21 Seiten ist bemerkenswert. Obwohl „Eine Reise um die Welt“ anonym erschienen war, kannten und benannten die Rezensenten den Autor und schätzten seine Darstellung sehr. Zumindest unter den deutschsprachigen „Kennern“ scheint die Autorenschaft bekannt gewesen zu sein. Sicherlich hat es vor der Rezension Briefkontakt oder ein Gespräch zwischen Autor und den sachkundigen Rezensenten gegeben. Besonders intensiv war der Austausch Tilings mit dem seinerzeitigen Direktor des botanischen Gartens in St. Petersburg Eduard von Regel, mit dem er seine Florula Ajanensis publizierte.
Ausgebildet als Mediziner und befasst mit dem Studium der Pflanzen gingen seine Interessen über sein enges Fachgebiet hinaus. So machte er etwa vier Jahre lang tägliche meteorologische Aufzeichnungen zum Wetter in Ajan. Dies ist vermutlich die früheste systematische Wetteraufzeichnung in Ostsibirien. Durch die wissenschaftlich geschulte Anschauung verschiedener Weltgegenden formte sich bei Tiling ein heute (2010) höchst modern erscheinendes Entwicklungsbild unserer Welt. Zum Eingang seines Vortrages Ueber die Bewohner des Meeres, den er nach seiner Rückkehr aus Ajan in Riga hielt, geht er auf die Unterschiede in der Artenvielfalt in verschiedenen Meeresteilen ein. Die Ostsee hält er aus eigener Anschauung für eines der artenärmsten Binnenmeere. Das ist heute ein wissenschaftlicher Gemeinplatz. Für das Artensterben nennt er hier insbesondere die Stellersche Seekuh als bekanntestes Beispiel: „… - haben wir doch vor Kurzem noch die gänzliche Vertilgung eines Seethieres erlebt und das noch dazu in einem Meere, welches wir für groß genug halten müssten, um seinen gehetzten Bewohnern Zufluchtsstätten darbieten zu können…“.
Der große Artenreichtum an Meerestieren und die große Anzahl der Individuen im Ochotskischen Meer nahe seinem ehemaligen Wohnort Ajan beschrieb er lebhaft. Er kombinierte diese Kenntnisse mit dem Gesehenen auf seiner Rückfahrt 1851–1852 als Schiffsarzt von Ajan über Sachalin, Kamtschatka, Sitka, Hawaii, Tahiti, um das Kap Hoorn und durch den Atlantik zurück nach Kronstadt und verglich es mit der Situation in der Ostsee und kam zu folgendem Schluss: „… Rechnen Sie dazu noch die Schaaren von Seelöwen, Seebären und Walrossen, welche mancherorts angetroffen werden, und Sie werden gestehen, dass wir großentheils der Ausrottung dieser Thiere in unserer Ostsee die todte Ruhe verdanken, welche der Anblick der See bei uns zu erwecken pflegt. Es ist uns gewissermaßen nur der großartige Rahmen des Riesenbildes geblieben, welches der Schöpfer uns im Meere vor Augen gestellt hat.“ Damit formulierte er bereits im Jahre 1854 Bedenken der ökologischen Bewegung unserer Tage.

## Dedikationsnamen, Beschreibungen

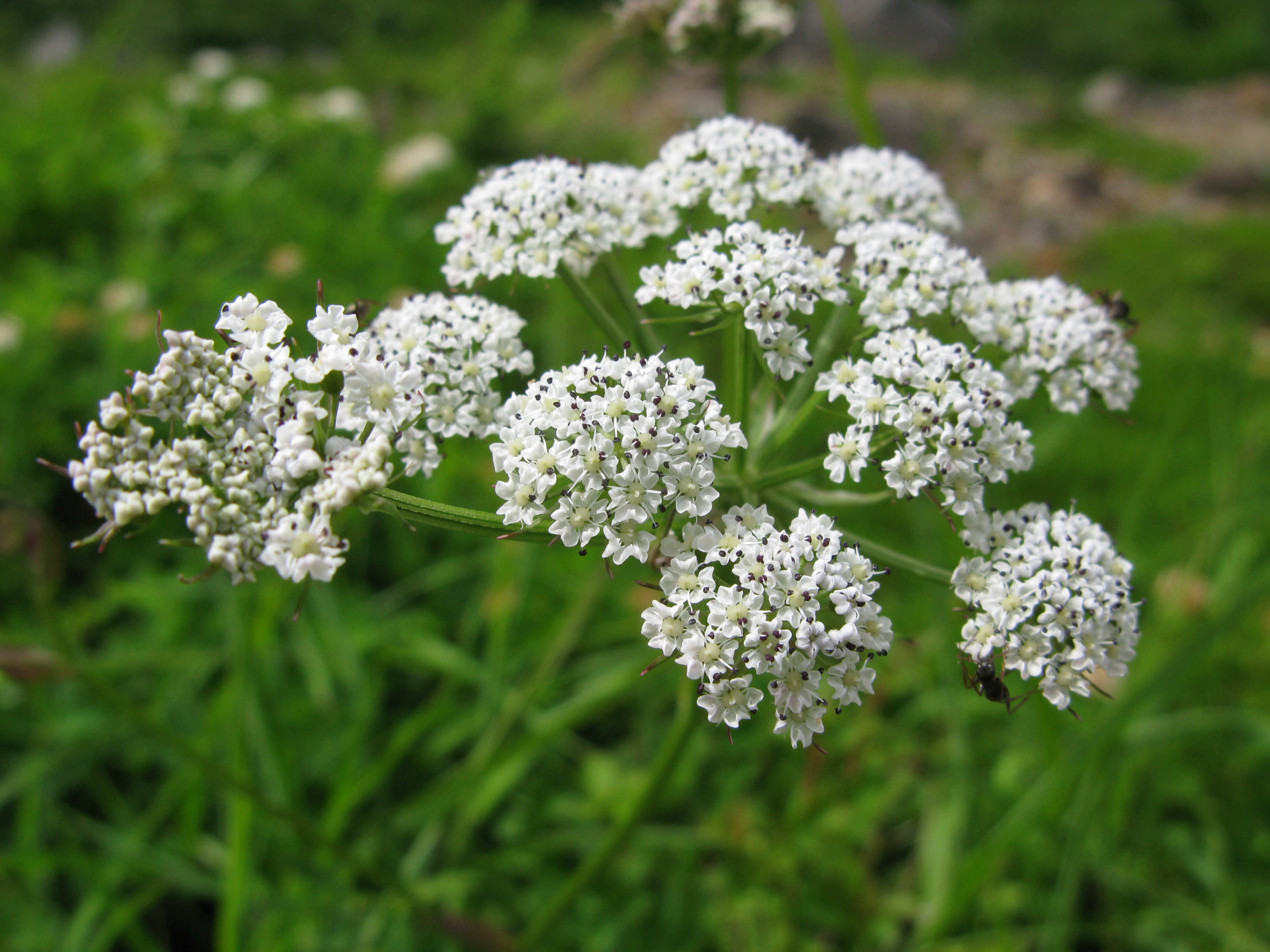
Falsche Schneepetersilie (Tilingia Ajanensis)

Die Pflanzengattung Tilingia Regel & Tiling ist zu seinen Ehren benannt. Daneben sind mehr als 20 Arten nach ihm benannt worden; darunter sind:
Asteraceae
- Erigeron tilingii Vorosch.[11]
- Hieracium tilingii Üksip[12]

Brassicaceae
- Arabis tilingii (Regel) Berkut.[13]
- Borodinia tilingii (Regel) Berkut.[14]
- Braya tilingii Regel[15]
- Hesperis tilingii Kuntze[16]
- Sisymbrium tilingii E.Fourn.[17]
- Smelowskia tilingii (Regel) Vorosch.[18]

Convallariaceae
- Streptopus tilingii (Regel) Grey[19]

Leguminosae
- Oxytropis tilingii Bunge[20]
- Spiesia tilingii Kuntze[21]

Tilings Autorkürzel ist gemäß IPNI bei über 40 Einträgen zu Pflanzenbeschreibungen genannt.

## Veröffentlichungen (Auswahl)
- (anonym): Eine Reise um die Welt von Westen nach Osten durch das stille und atlantische Meer. Verlag von C. Krebs, Aschaffenburg 1854 Digitalisat
- mit E. Regel: Florula Ajanensis, Aufzaehlung der in der Umgegend von Ajan wachsenden Phanerogamen und hoeheren Cryptogamen nebst Beschreibung einiger neuer Arten und Beleuchtung verwandter Pflanzen. Universitaets-Buchdruckerei, Moskau 1858
- Ueber die Bewohner des Meeres. Populäre Vorlesung gehalten im naturforschenden Verein zu Riga am 12. März 1854. In: Literarisches Taschenbuch der Deutschen in Russland. Herausgegeben von Jegór von Sivers. Verlag von N. Kymmel, Riga 1858, S. 130 ff.